# ناگفته‌ها (فیلم ۲۰۰۶)
ناگفته‌ها (به هندی: Ankahee) فیلمی محصول سال ۲۰۰۶ و به کارگردانی ویکرام بات است. در این فیلم بازیگرانی همچون آفتاب شیودسانی، آمیشا پاتل، ایشا دئول، هیریشتا بهات، ویکاس بهالا، آشوینی کالسکار و ویکرام بات ایفای نقش کرده‌اند.